# Tour de l'Europe (Mulhouse)
Pour les articles homonymes, voir Tour de l'Europe.
La tour de l'Europe est un gratte-ciel en béton armé essentiellement résidentiel qui est situé dans le centre-ville de Mulhouse (Haut-Rhin), en France.
Sa forme triangulaire symbolise, entre autres, la région mulhousienne, zone de jonction de trois pays européens : l'Allemagne, la France et la Suisse.

## Histoire
La tour, avec François Spoerry pour architecte, a été mise en chantier en avril 1969. Sa construction fut achevée fin 1972 et fut inaugurée par le maire Émile Muller en mai 1973.
Le projet initial (1965) prévoyait une hauteur de 130 m afin de dépasser la hauteur de l'immeuble Pirelli à Milan qui était le plus haut gratte-ciel du « Marché commun » à cette époque. Face au surcoût lié aux normes de sécurité pour les immeubles de plus de 100 m, la hauteur a été « rabattue » à 100 m (hors du sol).
Ce gratte-ciel est devenu le symbole moderne de la ville de Mulhouse.
Un incendie sur un chantier a eu lieu à proximité immédiate de la tour le 2 juin 2008, en raison de l'explosion d'une bouteille de gaz.

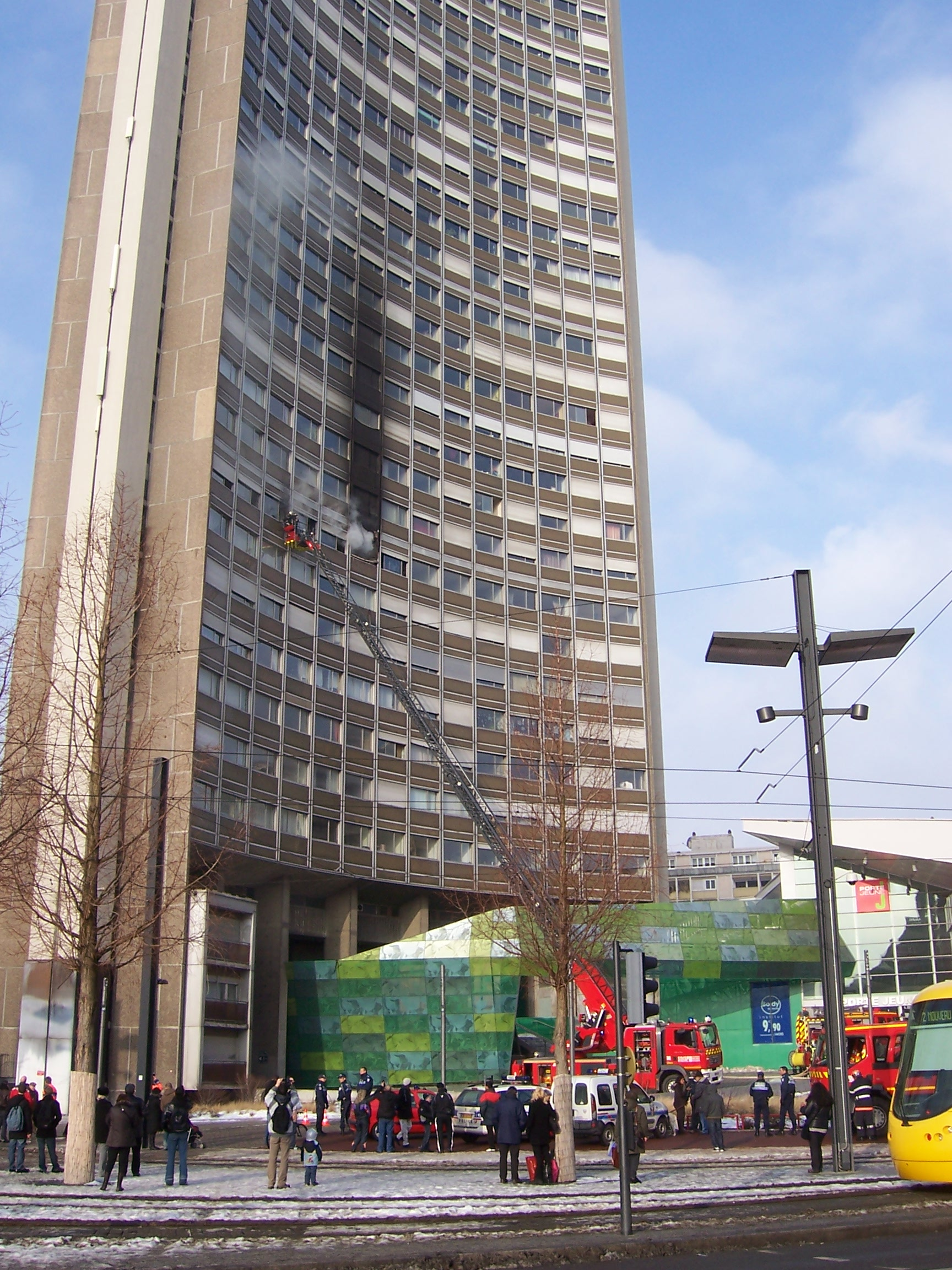
Incendie du 16 janvier 2010.

Un autre incendie a eu lieu le 16 janvier 2010 vers 10 h, dans un appartement du 7e étage de la tour, sans faire de victimes.
La tour de l'Europe, copropriété privée, nécessite une réhabilitation importante, avec certaines mise aux normes et amélioration du système de chauffage, coûteux. La terrasse panoramique n'est plus accessible au public depuis plusieurs années ; le restaurant panoramique tournant, curiosité de Mulhouse souvent citée par les guides touristiques, a été fermé en avril 2014. Confié à un nouvel exploitant, rénové, rebaptisé Ciel d'Europe, celui-ci a rouvert le 24 octobre 2016 mais ne tourne plus, le mécanisme d'entraînement étant en panne. 
Le restaurant est fermé depuis 2018 et attend un nouvel exploitant.
Des travaux de réhabilitation débutent en octobre 2023.

## Architecture
C'est le plus haut immeuble de Mulhouse et d'Alsace. Il est composé de 37 niveaux dont 36 niveaux aériens :
- 1 sous-sol (enterré)
- 1 RdC bas (accès boulevard de l'Europe)
- 1 RdC haut (accès anciennement place de l'Europe)
- 2 niveaux latéraux
- 1 niveau spécial (caves/loggias)
- 28 niveaux standards (étages 1 à 28)
- 1 étage d'arrivée à la terrasse (étage 29)
- 1 étage d'administration du restaurant (étage 30)
- 1 étage restaurant panoramique (tournant à l'origine) (étage 31)

Le 29e étage donne accès à une grande terrasse de 550 m2 située à 92 mètres de hauteur. Elle est fermée au public depuis le milieu des années 1980 à la suite de nombreux suicides.
Au 31e et dernier étage se trouve un restaurant panoramique. À l'origine, il s'agissait d'un restaurant panoramique tournant : son plancher en forme de couronne situé à 97 mètres de hauteur faisait une rotation complète en 75 minutes qui permettait de découvrir un panorama sur l'agglomération mulhousienne mais aussi sur les Vosges, la plaine d'Alsace, la Forêt Noire, le Sundgau, le Jura et par beau temps les Alpes. Aujourd'hui le mécanisme d'entraînement du plancher ne fonctionne plus. Sur le toit du restaurant (100 m du sol) se trouve un réseau d'antennes dont la plus haute est à 112 m du sol selon l'ANFR (Agence Nationale des FRéquences). La hauteur totale de la construction en béton est de 107 m (dont une semelle en béton de près de 4 m d'épaisseur et un sous-sol).
La hauteur aérienne de la construction en béton est de 100 m.
La hauteur aérienne à la cime de l'antenne est de 112 m.
Il comporte 180 appartements et studios (chacun des 28 étages standards offre six logements sauf un tous les 7 étages). Il est doté de cinq ascenseurs se déplaçant à 3 m/s :
- Un ascenseur de grande capacité desservant tous les niveaux jusqu'au 29e étage.
- Deux ascenseurs de moyenne capacité qui desservent la partie haute.
- Deux ascenseurs de moyenne capacité qui desservent la partie basse de l'immeuble.
- Le sixième ascenseur, de petite capacité, assure à une vitesse de 1 m/s la liaison entre le 29e et le 31e et dernier étage où se trouve le restaurant panoramique.

À proximité de la tour se trouve le quartier de l'Europe avec ses grands immeubles et le centre commercial Porte Jeune.